# Benjamin Klička
Benjamin Klička, vlastním jménem Benjamin Fragner (20. listopadu 1897 Praha – 26. prosince 1943 Praha), byl český lékař a spisovatel.

## Život
Pocházel ze staré pražské patricijské rodiny z celkem osmi dětí. Jeho rodiči byli Dr. PhMr. Karel Fragner, majitel lékárny U černého orla na Malostranském náměstí v Praze, a jeho žena Angelika Fragnerová, roz. Jahnová (1869–1929). Jeho bratr Jaroslav Fragner byl architekt, další bratr Jiří Fragner významný chemik a farmaceut.
Vystudoval medicínu a poté působil jako praktický a pokladenský lékař na Smíchově. Psal beletrii.
Zemřel v Praze 26. prosince 1943 ve věku 46 let na srdeční chorobu. Urna s jeho popelem byla pohřbena v rodinné hrobce na Vinohradském hřbitově.

## Literární dílo
Napsal mnoho knih s různou tematikou, nejčastější tvorba byly románové novely psychologicky, sociálně a demokraticky zaměřené. Psal také dětské knížky a napsal jeden pamflet proti freudismu. Ve svých sociálních románech s přídomkem „čistá epika“ se nejčastěji rozepisoval o člověku jeho doby, a o střetu čestných lidí s komplikovanými dějinami.
- Divoška Jája (1925), osobitá románová novela, počátek tvorby sociálních románů. Příběh černošského děvčete z Paříže odhaluje vlivy demoralizované společnosti na čistou a naivní duši primitiva. Hlavní hrdinka, popleněná a uražená, vytržená ze svého domova v Africe neztrácí svou lidskou důstojnost a symbolizuje tak poslání, které překračuje meze jednoho života a stává se podobenstvím a výzvou [4]
- Brody (1926), román se zesíleným sociálním aspektem o nerovném, ale nemarném boji hrstky lidí proti expanzi moderního kapitalisty [5]
- Pestré osmero (1928), osm povídek [6]
- Bobrové (1930), psychologický román o soužití a psychické katastrofě siamských dvojčat konfrontující dobré a špatné stránky člověka [7]

- Románová trilogie Generace:
  - Jaro generace (1928)
  - Jedovatý růst (1932)
  - Na vinici Páně (1938) – autor zde sleduje na zkušenostech jedné generace historii společenského vývoje a její morální rozvrat za války i v poválečných letech. [8]
- Himmelradsteinský vrah žen a dívek (1931), detektivní román [9]
- Ejhle Občan! (1934), román dokumentující demoralizující účinky hospodářské krize 30. let na pozadí příběhu vesnického prosťáčka, hledajícího uplatnění v Praze. Autor sleduje, jak se lidé odlidšťují ve světě sužovaného nezaměstnaností [10]
- Dělný neumírá (1936), román o lidských tajemstvích [11]
- Do posledního dechu (1936), poslední román, ve kterém se snaží ukázat východisko z hospodářské krize kolektivní prací. Hlavní postava zápasí s bezohlednou dravostí prostředí i nevyléčitelnou nemocí a vytváří okolo sebe jakousi rezervaci dobrých. Román dokládá autorovu snahu o vytvoření příkladného hrdiny, charakterního, aktivního a schopného obětovat se pro společné dílo; jeho dílo tak plní požadavky socialistického realismu [12]
- Duch asistentky Kurdové (1940), detektivní román o lékařství [13]
- Nebožka bdí (1941), silně konfliktní román [14]
- Na březích Vltavy (1942), tři povídky [15]